# Donacoscaptes atrisparsalis
Donacoscaptes atrisparsalis là một loài bướm đêm trong họ Crambidae.